# 제2차 세계 대전 기간 카르파티아 루테니아

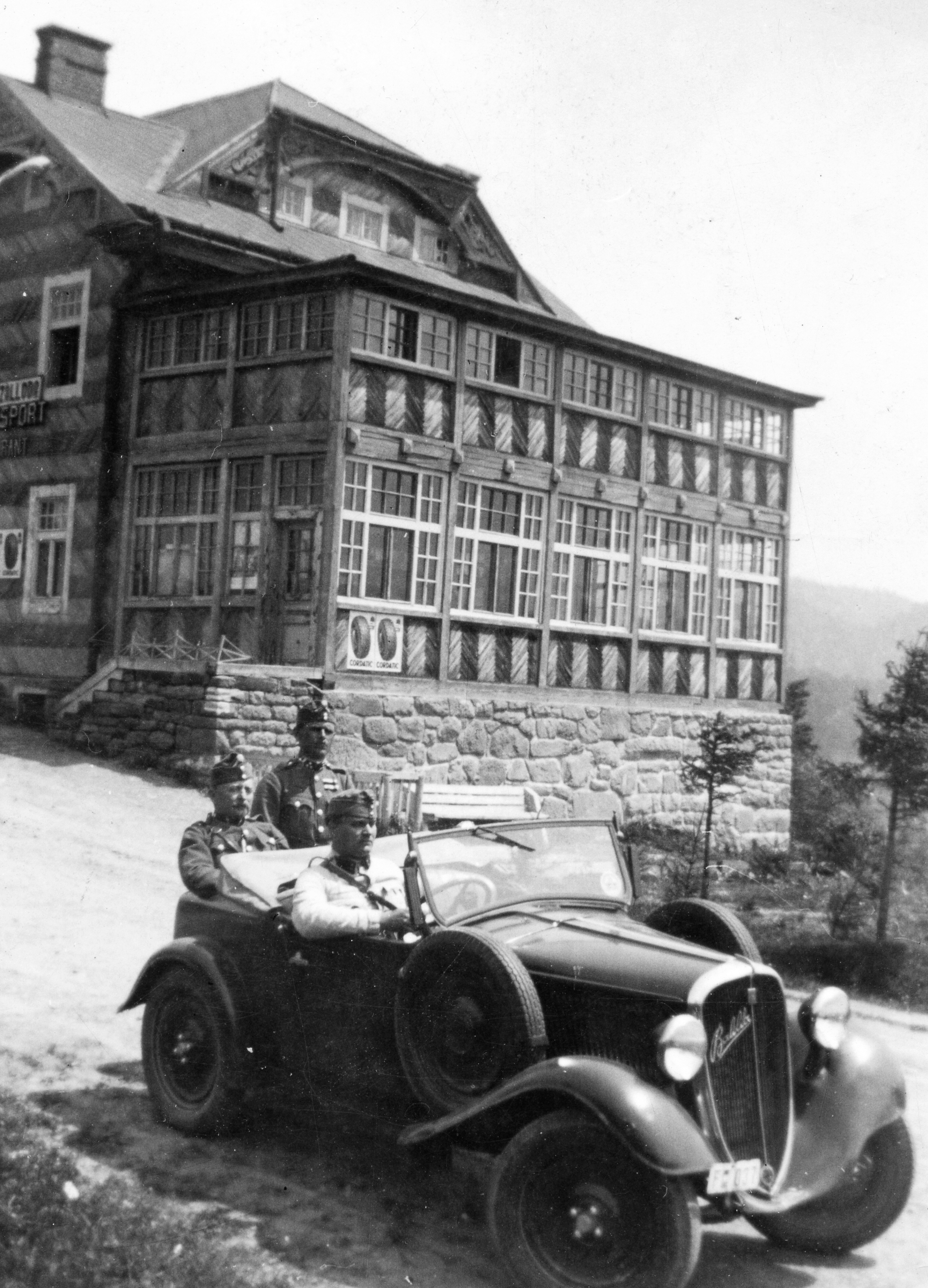
1939년 우족 통행로에서 피아트 발릴라 508을 탄 헝가리 병사

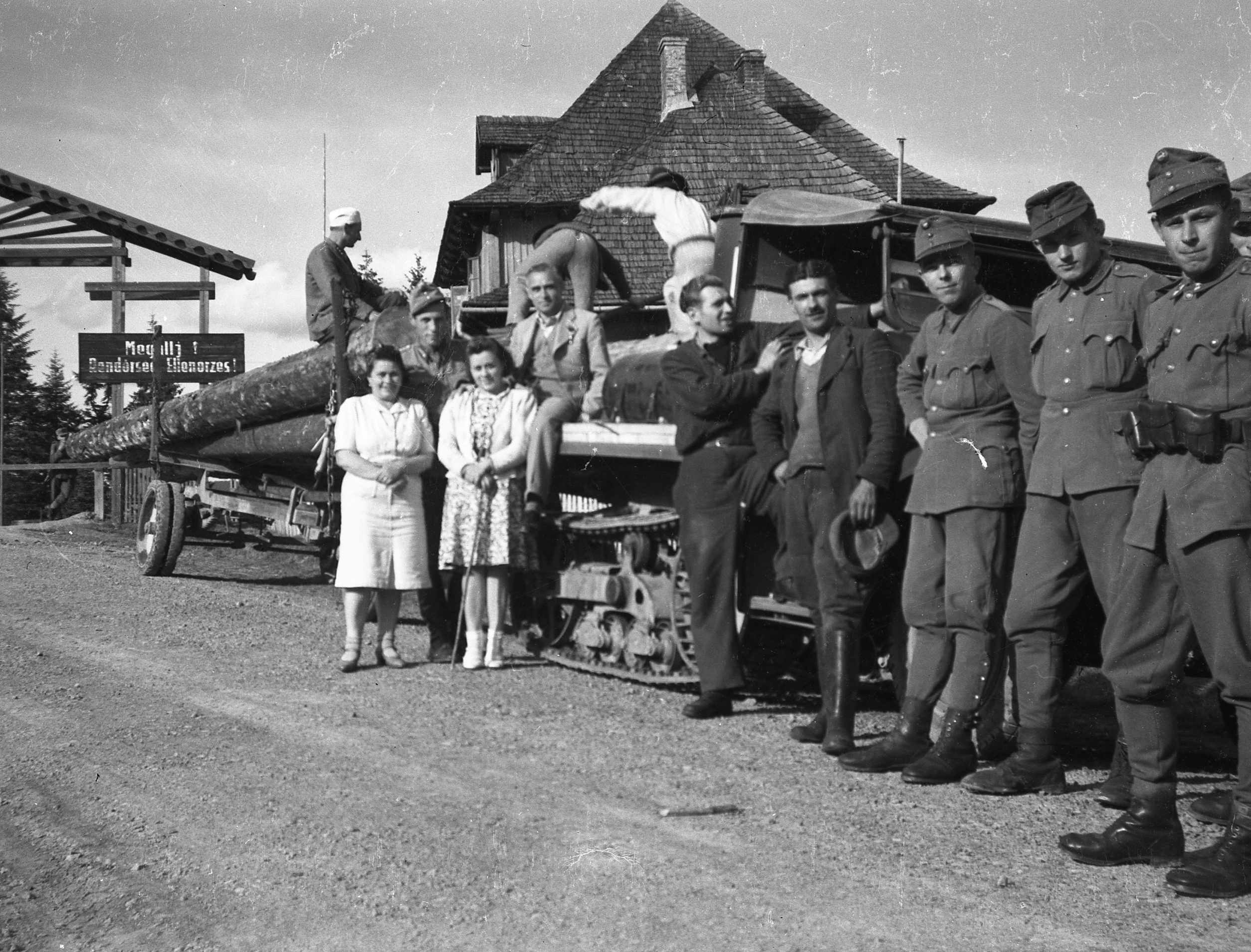
1940년 우족 통행로의 헝가리-소련 국경

우크라이나 민족 연맹의 선전대, 1939년 2월

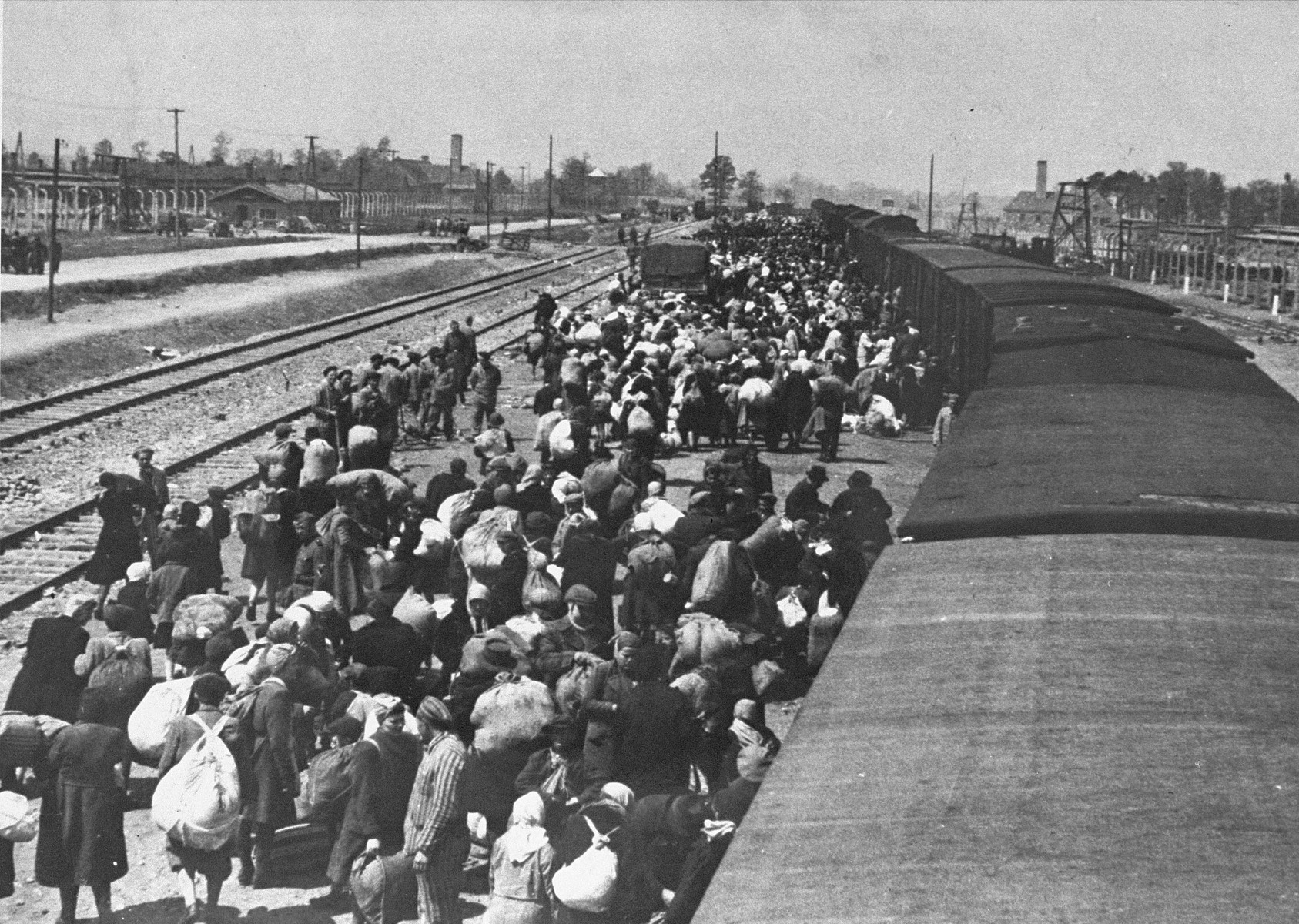
1944년 5월, 아우슈비츠-비르케나우에 도착한 카르파티아 루테니아 유대인. 수용소 시스템에 등록되지 않은 채 대부분은 도착 몇 시간 후 가스실에서 살해되었다.

카르파티아 루테니아(Carpathian Ruthenia, 또한 카르파토-루스, 서카르파티아 루테니아, 트란스카르파티아라고도 불림)는 체코슬로바키아의 가장 동쪽에 위치한 지역으로, 1938년 9월에 체코슬로바키아 내 자치 지역이 되었다. 1939년 3월 15일 "카르파티아 우크라이나 공화국"으로 독립을 선언했으나, 같은 날 헝가리에 점령되어 합병되었다.
1944년 10월부터 이 지역은 소련 붉은 군대에 점령되었고, 잠시 트란스카르파티아 우크라이나로 조직되었다가, 1946년에 우크라이나 소비에트 사회주의 공화국 산하에 편입되었다.
1939년부터 1944년 사이에 80,000명의 카르파티아 우크라이나인이 사망했다.

## 독립과 그 후의 합병
1938년 11월, 뮌헨 협정으로 인한 제1차 빈 중재에 따라 나치 독일과 파시스트 이탈리아는 체코슬로바키아 제2공화국에 슬로바키아 남부 3분의 1과 남부 카르파티아 루테니아를 헝가리 왕국에 할양하도록 강요했다.
1939년 3월 14일부터 15일 사이에 슬로바키아 공화국이 독립을 선언했고, 나치 독일은 보헤미아와 모라비아를 점령하여 뵈멘-메렌 보호령을 수립했다. 3월 15일, 카르파티아 우크라이나는 카르파티아 우크라이나 공화국으로 독립을 선언했고, 아우구스틴 볼로신 목사가 국가 원수가 되었다. 헝가리는 즉시 새 공화국을 점령하고 합병했다. 체코슬로바키아군의 잔존 병력은 새로 형성된 공화국을 버렸고, 카르파티아 우크라이나는 우크라이나 민족주의자 조직이 카르파티아 시치로 조직한 지역 자위 단체 여럿을 통해 스스로를 방어하려고 시도했다. 3월 18일, 침략에 대한 저항이 끝났다.
3월 23일, 헝가리는 카르파토-루스의 서쪽에 있는 동부 슬로바키아의 추가 지역을 합병했다. 헝가리의 침공은 수 주간의 테러로 이어졌고, 27,000명 이상의 사람들이 재판이나 조사 없이 총살당했다. 75,000명 이상의 우크라이나인이 소련으로 망명을 시도했으며, 그 중 거의 60,000명이 굴라크 수용소에서 사망했다. 서카르파티아 행정부가 관할하는 영토는 웅(Ungi közigazgatási kirendeltség), 베레그(Beregi közigazgatási kirendeltség), 마라머로시(Máramarosi közigazgatási kirendeltség)의 세 행정 지부로 나뉘었으며, 헝가리어와 루신어가 공용어였다.

### 유대인 박해
1939년부터 헝가리에서 통과된 반유대인 법률은 카르파티아 루테니아의 나머지 지역을 포함한 새로 합병된 지역에도 확대 적용되었다. 그러다 1941년 여름, 헝가리 정부는 카르파티아 루테니아 출신 약 24,000명의 유대인을 외국 난민 추방을 명목으로 점령된 우크라이나 소비에트 사회주의 공화국의 갈리치아 지역으로 추방했지만, 실제로는 추방된 대부분의 사람들은 지난 50~100년 동안 이 지역에 거주했던 가족 출신이었으며, 신분 확인이 복잡한 상태였기 때문이다. 또한, 법률 및 규정은 그들의 이전 헝가리 시민권 확인에 도움이 되지 않았다. 나중에 추방자 대부분은 카미에니에츠-포돌스키의 독일 특수작전집단 부대에 넘겨져 1941년 9월 사흘에 걸쳐 기관총으로 학살당했다. 수천 명의 추방자는 학살 장소에 도달하지 못하고 멜니차-포돌스크(Mielnica)와 같이 학살 장소와 가까운 갈리치아의 마을에 버려졌다. 이들 추방자들은 독일 점령 하의 갈리치아에서 살아야 했고, 그 지역 원주민 유대인들과 같은 운명을 겪었다. 이들 추방자들 중 소수만이 1944년 여름 소련군에 의해 해방될 때까지 살아남았다.
헝가리 당국은 노동 가능한 유대인 남성을 강제 노동 부대에 징집했으며, 이들 중 상당수가 사망했다.
1944년 3월, 마르가레테 작전으로 독일군은 헝가리 정부를 전복시키고 죄메 스토야이를 총리로 임명했다. 1944년 4월, 루테니아 도시들에 17개의 주요 게토가 설치되었다. 144,000명의 유대인들이 그곳으로 끌려가 수용되었다. 1944년 5월 15일부터 유대인들은 이들 지역에서 아우슈비츠로 매일 끌려갔으며, 마지막 추방은 1944년 6월 7일에 이루어졌다. 1944년 6월까지 카르파티아 루테니아 게토의 거의 모든 유대인들은 다른 헝가리 유대인들과 함께 학살당했다. 카르파티아 루테니아 출신 10만 명이 넘는 유대인 중 약 9만 명이 살해되었다.

## 트란스카르파티아 우크라이나

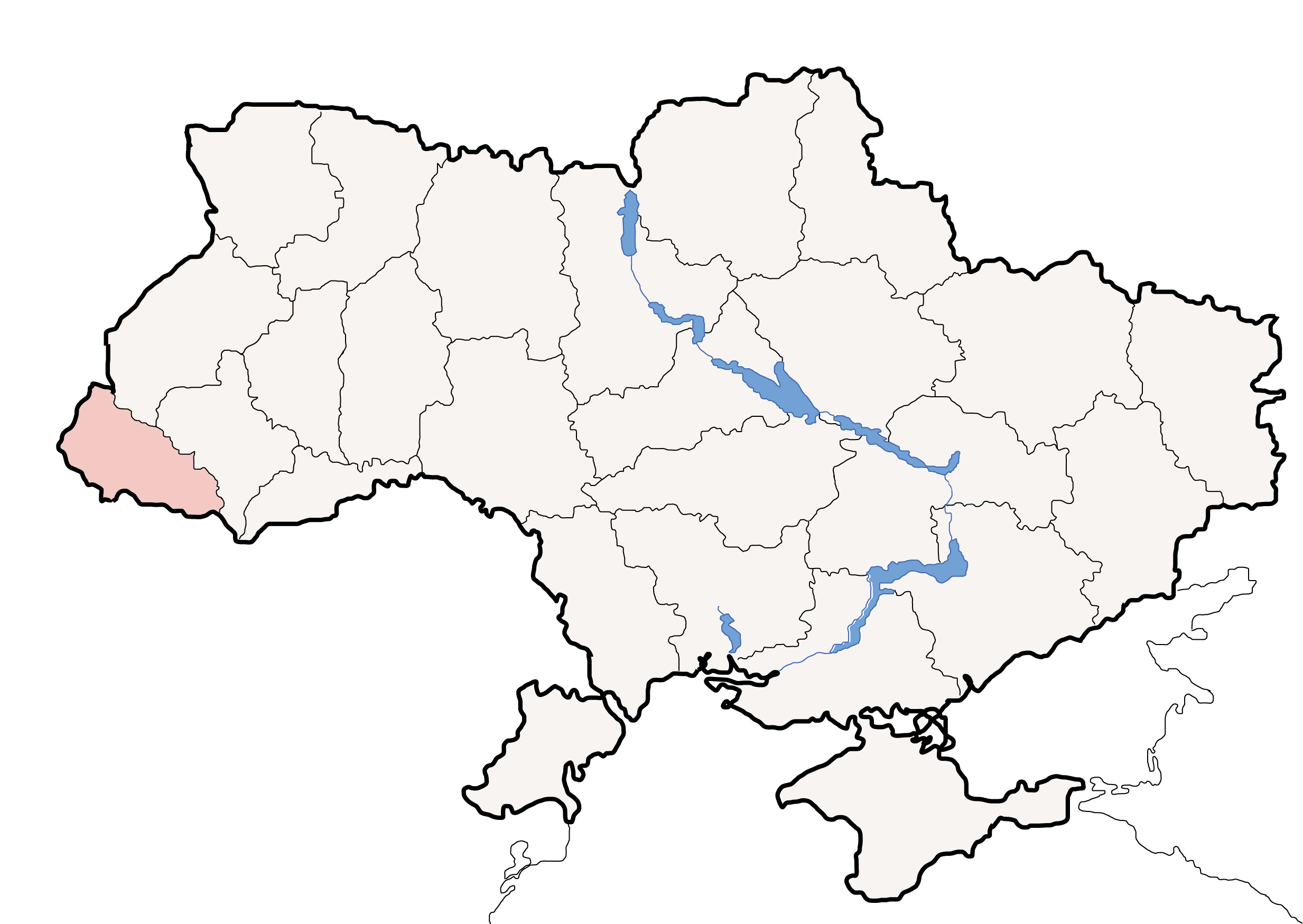
우크라이나의 자카르파탸주 지도

1944년 10월, 카르파티아 루테니아는 소련군에 점령되었고 독일과 헝가리군은 이 지역에서 추방되었다. 소련군이 진입한 지 불과 2주 만에 수만 명의 헝가리 및 독일 남성 민간인들이 스발랴바(Szolyva)의 죽음의 수용소로 추방되었다.
소련군정의 도움으로 이 지역은 임시적으로 독립적인 과도기 국가인 트란스카르파티아 우크라이나로 조직되었으며, 1946년 체코슬로바키아와 소련 간의 영토 분쟁이 해결될 때까지 이 상태를 유지했다.

### 영토 분쟁
프란티셰크 네메츠가 이끄는 체코슬로바키아 대표단은 해방된 지역 주민을 동원하여 체코슬로바키아군을 형성하고, 새로 설립된 국민위원회와 협력하여 선거를 준비하기 위해 파견되었다. 그러나 카르파티아 루테니아에서는 체코슬로바키아 국가에 대한 충성심이 미약했다. 에드바르트 베네시 대통령이 이끄는 체코슬로바키아 망명정부는 1944년 4월, 이전의 협력자였던 헝가리인, 독일인, 그리고 안드레이 브로디와 펜치크 당의 러시아 친화 루신인 추종자(이들은 헝가리인과 협력했다)를 정치 참여에서 배제하는 선언을 발표했다. 이는 인구의 약 3분의 1에 해당했다. 또 다른 3분의 1은 공산주의자였고, 나머지 3분의 1은 중립이었다.
이 지역에 도착한 체코슬로바키아 대표단은 후스트에 본부를 설치하고 10월 30일에 동원 선언을 발표했다. 소련군은 체코슬로바키아 선언의 인쇄 및 게시를 방해하고 대신 현지 주민을 조직하기 시작했다. 베네시 망명 정부의 항의는 무시되었다. 소련의 활동은 많은 현지 주민들이 소련의 합병이 임박했다고 믿게 만들었다. 체코슬로바키아 대표단은 또한 소련이 장려하는 지역 국민위원회와 협력 관계를 구축하는 것을 방해받았다.
11월 19일, 무카체베에서 열린 공산주의자는 이 지역의 분리 및 우크라이나 소비에트 사회주의 공화국으로의 편입을 요청하는 결의안을 발표했다. 11월 26일, 국민위원회 의회는 공산주의자들의 결의안을 만장일치로 수락했다. 의회는 국민평의회를 선출하고 연합 문제를 논의하기 위해 모스크바에 대표단을 파견하도록 지시했다. 체코슬로바키아 대표단은 이 지역을 떠나라는 요청을 받았다.
체코슬로바키아 정부와 모스크바 간의 협상이 이어졌다. 체코와 슬로바키아 공산주의자들은 베네시에게 이 지역에서 사임할 것을 권유했다. 소련은 뮌헨 협정 이전의 국경을 기반으로 한 베네시의 정책을 위태롭게 하지 않기 위해 전후까지 합병을 연기하기로 동의했다.
제2차 세계 대전 이후, 1945년 6월, 체코슬로바키아와 소련은 카르파티아 루테니아를 소련에 양도하는 조약을 체결했다. 체코인, 슬로바키아인, 루신인 주민들은 체코슬로바키아 또는 소련 시민권을 선택할 수 있었다. 1946년, 이 지역은 우크라이나 소비에트 사회주의 공화국의 일부가 되어 자카르파탸주('트란스카르파티아 오블라스티')가 되었다.

## 헝가리인에 미친 영향
제2차 세계 대전 종전은 이 지역의 헝가리 민족 인구에게는 대재앙이었다. 소련군이 도착하기 전에 10,000명이 도피했다. 남아 있던 성인 남성 중 다수(25,000명)는 소련으로 추방되었으며, 그 중 약 30%가 소련 굴라크에서 사망했다. 헝가리 및 독일 성인 남성 인구의 추방은 1944년 11월 17일부터 스발랴바(Szolyva) 집결지로 시작되었다. 루신인들 사이에서는 곧 민족 청소가 시작되었다. 전쟁 손실, 이민, 그리고 헝가리 유대인의 박멸 결과, 카르파티아 루테니아의 헝가리어 사용 인구는 1941년 (헝가리 인구 조사) 161,000명에서 1947년 (소련 인구 조사) 66,000명으로 감소했는데, 1947년의 낮은 수치는 헝가리인들이 실제 국적을 선언하기를 두려워했기 때문일 가능성이 크다.

## 같이 보기
- 보이코인
- 카르파티아 루테니아 유대인의 역사
- 우크라이나의 역사
- 렘코인
- 루신인이 거주하는 장소
- 루신인
- 루신인
- 체코슬로바키아의 루신인과 우크라이나인 (1918년~1938년)
- 서우크라이나 인민공화국